# Noa Skoko
Noa Skoko (Wythenshawe, 12. siječnja 2006.) hrvatski je nogometaš koji igra na poziciji veznog igrača za Hajduk Split.

## Karijera
Skoko je karijeru započeo u australskom klubu North Geelong Warriors iz Geelonga. Debitirao je za prvu momčad u dobi od 16 godina. Svoj prvi seniorski gol zabio je 4. lipnja u utakmici protiv Northcote Cityja. Na ljeto 2022. Skoko je prešao u akademiju Hajduka. Bio je uspješpan pri raspucavanju jedanaesteraca u utakmici UEFA lige mladih 2022./23. protiv Borussije Dortmund koja je završila 9:8. Debitirao je za seniorsku momčad Hajduka 27. travnja 2024. u ligaškoj utakmici protiv Rudeša.

### Reprezentativna karijera
Skoko je igrao za selekcije Hrvatske do 17, 18 i 19 godina. Igrao je na Europskom prvenstvu u nogometu do 17 godina 2023.

## Vanjske poveznice
- Profil, Hrvatski nogometni savez
- Profil, Transfermarkt